# Алге порожнице
Алга порожница или хара (Chara spp.) су род  Charophyta из породице Characeae. Живе у слатководним, бракичним и континенталним сланим водама, вапненачких подручја. Род је први описао Лине (Carl Linné) 1753. године.

## Изглед
Хара је сивкасто-зелена разграната алга, која се често меша са подводним дрезгастим биљкама. Тврда је и има зрнасту текстуру, јер је покривена наслагама различитих калцијумових соли. Састављена је од 6-16 мањих гранчица. Метаболички процеси дају јој неугодан мирис сумпорводоника.

## Врсте
- Chara braunii
- Chara canescens
- Chara contraria
- Chara corallina
- Chara elegans
- Chara excelsa
- Chara fibrosa
- Chara formosa
- Chara fragilis
- Chara globularis
- Chara hispida
- Chara hornemannii
- Chara intermedia
- Chara nataklys
- Chara sejuncta
- Chara virgata
- Chara vulgaris
- Chara zeylanica
- Chara connivens